# Леонтій Карпович
Карпович Лонгин (чернече ім'я — Леонтій; поч. 1580-х, Пінськ — жовтень 1620, Вільнюс) — ректор Віленської братської школи, єпископ Володимирський і Берестейський, проповідник, письменник, редактор.

## Біографія
Народився в сім'ї православного шляхтича, пінського протопопа. Освіту Карпович здобув у Вільно, хоча висловлювалася думка, що навчався в Острозі, зв'язок з яким ніколи не поривав. Ґрунтовна освіта, знання мов, суворий спосіб життя — все це зумовило авторитет Карповича у жителів Вільно.
У січні 1609 обраний послом на Варшавський вальний сейм, де виступав проти київського греко-католицького митрополита Іпатія Потія. Повернувшись, працював у братській друкарні над підготовкою до видання «Треносу» М. Смотрицького. Після закриття друкарні й конфіскації «Треносу» два роки пробув у в'язниці.
Після звільнення Карпович прибув до Києва, де прийняв чернечий постриг у Києво-Печерській лаврі. Імовірно, був одним з членів гуртка Є. Плетенецького й брав участь у становленні Київської братської школи. У 1615 став першим архімандритом Віленського Святодухівського монастиря, запровадив там «общежительні» правила. Як ректор очолив братську школу. Продовжував брати участь у видавничій справі, зокрема співпрацював з друкарнею у Єв'є (Вевісі). У серпні 1620, під час перебування в Україні Єрусалимського патріарха Теофана, який відновив українсько-білоруську православну ієрархію, Карповича було обрано кандидатом на Володимирське і Берестейське єпископство, але він не встиг хіротонізуватися — слабий здоров'ям, вмер, не доживши сорока років.
Карпович мав вплив на сучасників, зокрема на молодь, не тільки прикладом свого життя, а й блискучими за формою друкованими «казаннями», написаними тогочасною українсько-білоруською книжною мовою. Насичені епітетами, метафорами, порівняннями, риторичними фігурами та цитатами з Біблії, патристики та гімнографії, вони були зразками проповідницького мистецтва, на яких вчилися спудеї Київської братської школи, майбутні казнодії. Ті ж твори, що не потрапили до друку, поширювалися шляхом переписування. Про це свідчить казання під назвою «В неделю пред Рожеством Христовым Наука блаженного пастыря отца Леонтія архімандрита виленского», що знаходиться в київському рукописному збірнику 1-ї пол. XVII ст.
Високо оцінював діяльність Карповича Петро Могила, який пізніше писав про нього у своїх сказаннях.
Канонізований БАПЦ та БПЦ.